# Língua more

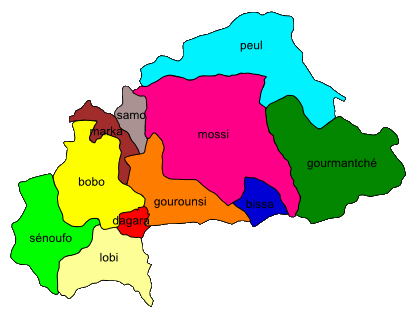
Áreas onde o more é majoritariamente falado (em “rosa”) em Burkina Faso

A língua more (mòoré, mooré, moré, moshi, mossi, moore) é uma língua falada primariamente em Burkina Faso (África) pelos mossis, sendo mutuamente inteligível com a língua dagbani falada no norte de Gana.

## Falantes
O more é falado por aproximadamente 5 milhões de pessoas em Burkina Faso e mais 50 000 no Benim, Costa do Marfim, Gana, Mali e Togo. Os falantes são pastores e agricultores muçulmanos e cristãos e animistas. Já há bíblias. dicionário, gramática e programas de rádio na língua more. Falantes do more como segunda língua em Burkina Faso representam um contingente significativo.

## Dialetos
Os dialetos dessa língua são saremdé, taolendé, yaadré, yanga, diabo, ouagadougou, joore, yaande, zaore e yana. O yana tem cerca de 905 de inteligibilidade com o ouagadougou e 77% com o joore; joore é 88% inteligível ouagadougou e 95% com diabo. No Togo, o yanga é totalmente inteligível como central.

## Características
- Usa o alfabeto latino sem as letras C, J, Q, X; usa formas adicionais alternativas de E, I, U e o apóstrofo.
- A língua tem frases SOV (Sujeito-Objeto-Verbo];
- Posposições, numerais, genitivos e adjetivos vêm depois do sujeito; palavras interrogativas vêm no final.
- Sílabas podem ser: CV, CVC, CVV, CCV
- É uma língua tonal